# Уоллис, Рой
Ро́й Уо́ллис (англ. Roy Wallis; 1945—1990) — британский социолог религии, декан факультета экономики и общественных наук Университета Королевы в Белфасте. Наиболее известен трёхчастной типологией новых религиозных движений, которую он изложил в труде 1984 года «Простейшие формы жизни новых религий» (англ. The Elementary Forms of the New Religious Life), а также изучением Церкви саентологии, опубликованным в 1976 году.

## Научная деятельность
Рой Уоллис был представителем впечатляющего поколения учеников Брайна Уилсона в Оксфордском университете. Его докторская диссертация была посвящена исследованию саентологии и позже легла в основу монографии «Путь к полной свободе», где он впервые продемонстрировал свой характерный навык воспринимать и упрощать большой объём разнородного материала и плодотворно переработал труды теолога Хельмута Ричарда Нибура (типологию «секта—деноминация—церковь»), добавив определение границ культов.
Рой Уоллис утверждал, что в плане типологических различий нас в основном интересуют два простых вопроса:
- в какой степени идеология считает себя единственно правильной или единственно легитимной (а не одной из плюралистических точек зрения);
- в какой степени идеологию рассматривают как приемлемую и уважаемую (а не девиантную) в окружающем обществе.

Изучение новых религиозных движений привело Уоллиса к созданию его главного труда «Простейшие формы жизни новых религий» (англ. The Elementary Forms of the New Religious Life). Уоллис ввёл в научный оборот новые критерии различия между мироутверждающими (англ. world-affirming), миротерпимыми (англ. world-accommodating) и мироотрицающими (англ. world-rejecting) новыми религиозными движениями.
Также Уоллис разработал теорию фракционности и ересей, изложив её в 1979 году в своём труде «Спасение и восстание» (англ. Salvation and Protest ), далее теорию харизмы в сборнике «Милленаризм и харизма» (англ. Millennialism and Charisma), вышедшем в издательстве Университета Королевы в Белфасте в 1982 году.
Рой Уоллис также известен как ярый сторонник светскости государства, что нашло отражение в его критике теории религии Родни  Старка и Уильяма Бейнбриджа, а также теоретик размежевания науки, религии и медицины. Он автор и соавтор трёх сборников статей по данной тематике, которой он отдал много сил и времени: «Маргинальная медицина» (англ. Marginal Medicine) (1976), «Культура и лечение» (англ. Culture and Curing) (1978) и «На обочине науки» (англ. On the Margins of Science (Sociological Review Monographs) (1979).
После выхода книги «Путь к полной свободе», в которой Уоллис провёл вдумчивое и глубокое исследование Церкви саентологии, он подвергся моральным и судебным нападкам со стороны этой организации. Церковь саентологии рассылала поддельные письма, якобы написанные Роем Уоллисом, его коллегам, в которых сообщалось о его причастности к разного рода скандалам.
В 1977 году покинул Стерлингский университет, чтобы занять кресло декана факультета общественных наук и Университета Королевы в Белфасте, в 1989 году и пост про-вице-канцлера университета.

## Научные труды

### Монографии
- Wallis, Roy Sectarianism. — London: Peter Owen[англ.], 1975
- Roy Wallis The Road to Total Freedom: A Sociological Analysis of Scientology London: Heinemann, 1976 ISBN 0-435-82916-5. US edition published 1977 by Columbia University Press, ISBN 0-231-04200-0
- Roy Wallis, Peter Morley Marginal Medicine. — Owen, 1976
- Roy Wallis, Peter Morley Culture and Curing. — Owen 1978
- Roy Wallis On the Margins of Science (Sociological Review Monographs), 1979
- Roy Wallis Salvation and protest: a study of social and religious movements. — New York: St. Martin’s Press, 1979
- Roy Wallis Millennialism and Charisma. — Belfast: Queen’s University of Belfast, 1982
- Roy Wallis The Elementary Forms of the New Religious Life. — London: Routledge and Kegan Paul, 1984 ISBN 0-7100-9890-1
- Wallis, Roy & Steve Bruce Sociological theory, religion, and collective action. — Belfast: Queen’s University, 1986

### Статьи
- Wallis, Roy The sectarianism of Scientology. // Michael Hill (ed.), A Sociological Yearbook of Religion. London: SCM Press — 1973. — No. 6, 136—155 pp.
- Wallis, Roy Religious sects and the fear of publicity. // New Society[англ.]. — 7 June 1973. — 545—547 pp.
- Wallis, Roy Societal reactions to Scientology. // Wallis, Roy Sectarianism. — London: Peter Owen[англ.], 1975. — 86-116 pp.
- Wallis, Roy Scientology: therapeutic cult to religious sect. // Sociology[англ.], 1975. — № 9(1). — P. 89-99.
- Wallis, Roy Poor man’s psychoanalysis? Observations on Dianetics. // The Zetetic. — № 1(1). — P. 9-24
- Wallis, Roy The moral career of a research project. [Scientology] // C. Bell[англ.] & H. Newby[англ.] (eds.), Doing sociological research. London: Heorge Allen & Unwin, 1977
- Roy Wallis Yesterday’s children: cultural and structural change in a new religious movement. // Wilson, Bryan R., ed. The social impact of new religious movements. — New York: The Rose of Sharon Press, 1981 — P.97-132.
- Roy Wallis Charisma, commitment, and control in a new religious movements. // Roy Wallis Millennialism and Charisma. — Belfast: Queen’s University of Belfast, 1982. — P. 73-140.
- Roy Wallis The social construction of charisma. // Social Compass[англ.]. — 1982. — № 29. — P.25-39.
- Wallis, Roy The new religions as social indicators. // Barker, Eileen, ed. New religious movements: a perspective for understanding society. — Lewiston, NY: Edwin Mellen., 1982. — P. 216—231.
- Wallis, Roy Religion, reason and responsibility: a reply to Professor Horowitz. // Sociological Analysis, 1983. — № 44(3). — P. 215—220.
- Wallis, Roy & Steve Bruce The Stark-Bainbridge theory of religion: a critical analysis and counter proposals. //Sociological Analysis. — 1984 — № 45. — P. 11-27.
- Wallis, Roy The dynamics of change in the human potential movement. // Stark, Rodney, ed. Religious movements: genesis, exodus, and numbers. — New York: Paragon Press, 1985. — P. 129—156.
- Wallis, Roy Betwixt therapy and salvation: the changing form of the human potential movement. // Jones, R. Kenneth, ed. Sickness and sectarianism. — Aldershot: Gower Press., 1985. — P. 23-51.
- Wallis, Roy The social construction of charisma. // Wallis, Roy & Steve Bruce Sociological theory, religion, and collective action. — Belfast: Queen’s University, 1986. — P.129-154
- Wallis, Roy Figuring out cult receptivity. // Journal for the Scientific Study of Religion. — 1986. — № 25. — P.494-503.
- Wallis, Roy Hostages to fortune: thoughts on the future of Scientology and the Children of God. // Bromley, David G. & Phillip H. Hammond, eds. The future of new religious movements. — Macon, GA: Mercer University Press[англ.], 1987
- Wallis, Roy Paradoxes of freedom and regulation: the case of new religions in Britain and America. // Sociological Analysis. — 1988 — № 48. — P. 355—371.